# هوندا سیتی
هوندا سیتی (Honda City) خودرویی است که از سال ۱۹۸۱ تا ۱۹۹۴، ۱۹۹۶-کنون تولید شده‌است.